# Šavej Cijon
Šavej Cijon (hebrejsky שָׁבֵי צִיּוֹן, doslova „Navrátilci na Sijón“ v oficiálním přepisu do angličtiny Shave Ziyyon, přepisováno též Shavei Tzion) je vesnice typu mošav v Izraeli, v Severním distriktu, v Oblastní radě Mate Ašer.

## Geografie
Leží v nadmořské výšce 4 metry v intenzivně zemědělsky využívané a hustě osídlené Izraelské pobřežní planině, nedaleko západních okrajů svahů Horní Galileji, přímo na břehu Středozemního moře a 12 kilometrů od libanonských hranic.
Obec se nachází 1 kilometr jižně od města Naharija, cca 105 kilometrů severoseverovýchodně od centra Tel Avivu a cca 20 kilometrů severoseverovýchodně od centra Haify. Šavej Cijon obývají Židé, přičemž osídlení v tomto regionu je převážně židovské. Oblasti centrální Galileji, které obývají izraelští Arabové, začínají až dále k východu. Jižně od mošavu ale leží město Akko s částečně arabskou populací.
Šavej Cijon je na dopravní síť napojen pomocí severojižní tepny dálnice číslo 4.

## Dějiny
Šavej Cijon byl založen v roce 1938. Šlo o opevněnou osadu typu Hradba a věž. Zakladateli vesnice byli židovští přistěhovalci z Německa. Osadníci od počátku kromě zemědělství rozvíjeli i turistický ruch, využívajíce polohu obce na pobřeží moře. Vyrostl tu hotel, pláž a v roce 1949 se dosavadní volné seskupení jednotlivých osadníků sjednotilo do jedné obce.
Před rokem 1949 měl Šavej Cijon 200 obyvatel a rozlohu katastrálního území 660 dunamů (0,66 kilometrů čtverečních).
Ekonomika obce je založena na zemědělství a turistickém ruchu. Působí tu také průmyslový podnik na zpracování plastů.

## Demografie
Obyvatelstvo mošavu Šavej Cijon je sekulární. Podle údajů z roku 2014 tvořili naprostou většinu obyvatel v Šavej Cijon Židé (včetně statistické kategorie "ostatní", která zahrnuje nearabské obyvatele židovského původu ale bez formální příslušnosti k židovskému náboženství).
Jde o menší sídlo vesnického typu s dlouhodobě rostoucí populací. K 31. prosinci 2014 zde žilo 1004 lidí. Během roku 2014 populace stoupla o 0,1 %. Vedení obce podle informací z doby okolo roku 2010 plánovalo výhledově zdvojnásobit populaci mošavu.
| Rok            | 1948 | 1961 | 1972 | 1983 | 1995 | 2001 | 2003 | 2004 | 2005 | 2006 | 2007 | 2008 | 2009 | 2010 | 2011 | 2012 | 2013 | 2014 |
| -------------- | ---- | ---- | ---- | ---- | ---- | ---- | ---- | ---- | ---- | ---- | ---- | ---- | ---- | ---- | ---- | ---- | ---- | ---- |
| Počet obyvatel | 198  | 269  | 363  | 543  | 634  | 648  | 630  | 640  | 648  | 654  | 670  | 711  | 812  | 878  | 934  | 971  | 1003 | 1004 |